# Zwergfledermaus

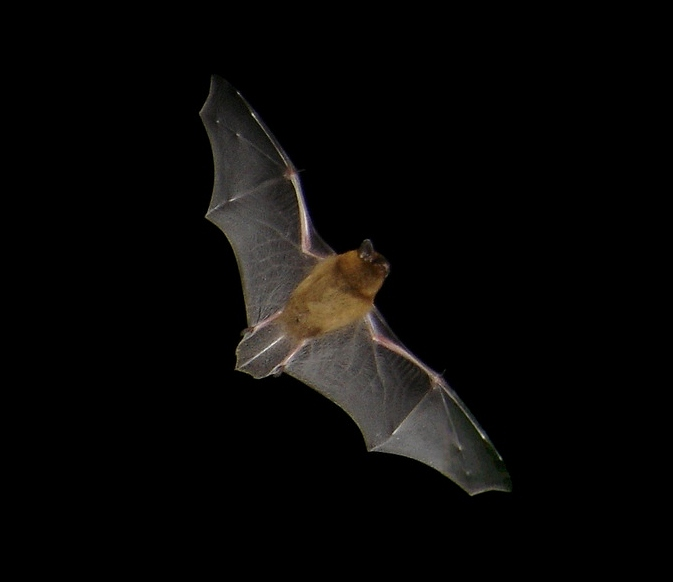
Zwergfledermaus im Flug

Die Zwergfledermaus (Pipistrellus pipistrellus) gehört zu der Familie der Glattnasen (Vespertilionidae) und ist die meistverbreitete europäische Fledermausart. Sie gehört zu den kleinsten Vertretern der Säugetiere mit einer Flügelspannweite von bis zu 25 Zentimetern. Sie ist neben der Mückenfledermaus eine der kleinsten innerhalb ihrer Gattung.

## Merkmale
Sie erreicht  eine Körpergröße von 4,5 Zentimetern und eine Spannweite bis zu 25 Zentimetern bei einem Gewicht von 3,5 bis 7 Gramm. Sie wiegt also nur wenig mehr als ein Stück Würfelzucker und ist mit zusammengefalteten Flügeln so groß wie eine Streichholzschachtel. Ihre Fellfärbung ist rotbraun bis dunkelbraun, die Unterseite gelbbraun bis graubraun.

## Lebensweise

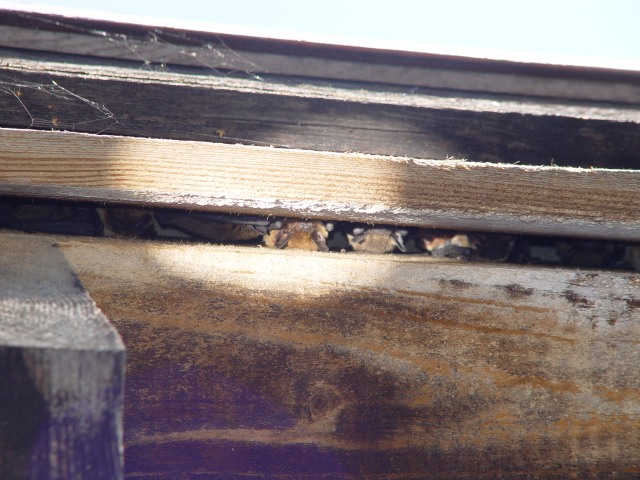
Wochenstube der Zwergfledermaus

Zwergfledermäuse jagen bevorzugt entlang von Vegetationsstrukturen. Hauptnahrung sind Insekten, vor allem Zweiflügler wie z. B. Zuckmücken. Bevorzugte Jagdhabitate werden über einen längeren Zeitraum abgeflogen und bejagt. Zwergfledermäuse jagen, anders als andere, lichtscheue Fledermausarten, auch im Siedlungsbereich um Straßenbeleuchtung. Die Jagdgebiete liegen meist in geringer Entfernung zu den Wochenstubenquartieren, Winterquartiere können in bis zu ca. 50 km Entfernung von den Sommerlebensräumen liegen. Meist liegt die Entfernung zwischen Sommer- und Winterquartier jedoch bei unter 20 km. Zwergfledermäuse sind ausgeprägte Kulturfolger. Ihre Sommerquartiere befinden sich meist an Gebäuden in Spaltenräumen wie z. B. hinter Fassadenverkleidungen. Die Weibchen ziehen ihre Jungen in sogenannten Wochenstubenquartieren auf, die sie ab etwa Mai beziehen. Die Wochenstuben umfassen meist 50 bis 100 Tiere, die Aufzucht der Jungen dauert ca. vier Wochen, danach lösen sich die Wochenstubenquartiere auf. Männchen schlafen eher in Einzelquartieren. Winterquartiere befinden sich vermutlich meist ebenfalls in Spalten an Gebäuden, weitere Funde von überwinternden Zwergfledermäusen gibt es in Höhlen, Felsspalten, Tunneln und Kellern. In den Karpaten gibt es Massenwinterquartiere, in denen mehrere 10.000 Individuen in Höhlen gemeinsam überwintern. Vor der Überwinterung entstehen Paarungsquartiere, bei denen die Männchen durch vor ihrem Balzquartier vorgetragene Singflüge Weibchen in ihren Harem zu locken versuchen. Nach der Paarung im Herbst speichert das Weibchen das Sperma sieben bis acht Monate, bevor die eigentliche Befruchtung stattfindet und die Tragezeit beginnt. Etwa ab Mitte Juni bis Anfang Juli kommen die Jungen in den Wochenstubenquartieren zur Welt.

## Bedrohung
Die Zwergfledermaus ist wie alle europäischen Fledermausarten im Anhang IV der FFH-Richtlinie gelistet und demnach besonders streng geschützt. Obwohl sie die häufigste Fledermausart in Deutschland ist, ist sie durch Quartierverluste wie z. B. durch Gebäudesanierungen sowie durch den Einsatz von Pestiziden und die dadurch bedingte Abnahme ihrer Nahrungsgrundlage gefährdet. Eine weitere Bedrohung stellen Windkraftanlagen dar. Die Zwergfledermaus gehört mit einem Anteil von 21 % (Stand April 2013) an den als Schlagopfer unter WEA gefundenen Fledermäusen als eine stark durch Windkraft betroffene Art. Die IUCN stuft die Art aufgrund ihrer Häufigkeit als nicht gefährdet „least concern“ ein. In der Roten Liste wird sie als ungefährdet geführt.

## Systematik
Die Zwergfledermaus gehört zur Gattung der Zwergfledermäuse (Pipistrellus), die weltweit rund 35 Arten umfasst. In Europa leben vier weitere Arten, die Rauhautfledermaus (Pipistrellus nathusii), die Weißrandfledermaus (Pipistrellus kuhlii), die Mückenfledermaus (Pipistrellus pygmaeus) und die Madeira-Fledermaus (Pipistrellus maderensis).